# آنکا واچانا (چامبویلکاس)
آنکا واچانا (به اسپانیایی: Anka Wachana) یک کوه در پرو است که در Peru, Cusco Region, Chumbivilcas Province واقع شده‌است. آنکا واچانا ۴٬۶۴۰٫۹ متر بالاتر از سطح دریا واقع شده‌است.